# Midnight Sun (musikalbum)
Midnight Sun är det kommande femte studioalbum av svenska sångerskan Zara Larsson. Den kommer att släppas den 26 september 2025 av Sommer House och Epic Records. Detta blir Larssons andra albumsläpp på sitt eget skivbolag. I det 10-spåriga projektet ser Larsson ta kreativ kontroll, i nära samarbete med mångårig samarbetspartner MNEK, samt producenterna Margo XS, Zhone och låtskrivaren Helena Gao.

## Låtlista
| Nr | Titel        | Längd |
| -- | ------------ | ----- |
| 1. | Midnight Sun | 3:11  |
| 2. | Pretty Ugly  | 2:39  |
| 5. | Crush        | 2:57  |